# Donald Trump 2024-es elnökválasztási kampánya
Donald Trump 2024-es elnökválasztási kampánya 2022. november 15-én kezdődött meg, Trump második terminusáért indult, annak ellenére, hogy a 2020-as választást elvesztette.
Trump fő kampánytémája a végrehajtó hatalom növelése volt, a zsákmányrendszer alapján folytatna le, arra kérve az Igazságügyi Minisztériumot, hogy indítson eljárásokat hazai politikai ellenfelei ellen. Ezek mellett fontos volt kampányában a bevándorlásellenesség, tömeges kitelepítés, izolacionista külpolitika, az Affordable Care Act (Obamacare) visszavonása, az éghajlatváltozás tagadása, a  megújuló energiaforrások elutasítása, az Oktatási Minisztérium megszüntetése, LMBT-ellenes törvényjavaslatok és neomerkantilista kereskedelmi politika.
2023 ősze óta Trump retorikája egyre inkább tekintélyuralmi és erőszakos volt. Politikai ellenfelei ellen egyre gyakrabban dehumanizáló és erőszakos kifejezéseket használt, bevándorlókkal kapcsolatos kijelentéseit Adolf Hitlerhez hasonlították. Gyakori volt az LMBT-ellenes retorika is. A kampány közeli kapcsolatban áll a Project 2025 javaslatcsomagot összeállító The Heritage Foundation nevű szélsőjobboldali konzervatív szervezettel, amit sokan kritizáltak és megjegyezték, hogy megadná a lehetőséget Trumpnak, hogy diktátor legyen, és az Egyesült Államokból autokráciát csinálna. Ezt sok szakértő kritizálta, leginkább azt kiemelve, hogy alkotmányellenes és aláásná a jogállamiságot és a hatalmi ágak szétválasztását.
A kampány idején Trumpnak több jogi problémája is volt, 2023-ban négy különböző büntetőeljárásban is vádat emeltek ellene, illetve polgári peres ügyei is voltak. A kampány idején folyamatosak voltak a kijelentések, hogy a 2020-as választást ellopták a republikánusoktól, korábban példátlan voltak a próbálkozások a választás eredményének megváltoztatására. A Capitolium elleni támadást, amit Trump követői folytattak 2021-ben, egy államcsínynek is volt nevezve. Trump támogatta a támadást, megígérte, hogy minden résztvevőnek elnöki kegyelmet adna, ha újraválasztják.
2024. május 30-án Trumpot elítélték harmincnégy vádpontban, amiért meghamisított dokumentumokkal próbálta elrejteni a Stormy Daniels pornószínésznőnek fizetett hallgatási pénzt. Az első elnök lett, akit egy bűncselekményért elítéltek az Egyesült Államok történetében. A győzelme után az iowai előválasztáson, széles körben elfogadott lett, mint a Republikánus Párt feltételezett jelöltje.

## Bejelentés
2022. november 15-én Trump bejelentette jelöltségét a Mar-a-Lago rezidencián, egy egy órás beszéd részeként. A bejelentés egy héttel az után történt, hogy a 2022-es választásokon a Trump által támogatott jelöltek alulteljesítették az általa nem támogatottakat. A beszédben legalább húsz alkalommal hazudott vagy vezette félre közönségét, az elsőt már két perccel az esemény megkezdése után. A The New York Times Fact Check szerint „Trump megismételt sok megszokott túlzást saját sikereiről, hamis támadásokat politikai ellenfelei ellen és sok, valósággal nem egyező” kijelentést tett.
A New York Post kigúnyolta Trump bejelentését, mindössze az újság 26. oldalán tüntette fel, a címlapon pedig mindössze annyit lehetett olvasni, hogy „Floridai Férfi Bejelentést Tesz.” A cikkben az elnök rezidenciáját „Trump titkosított dokumentumkönyvtára” névvel illette, utalva az ellene folyó eljárásra, ami vádjai szerint titkosított dokumentumokat gyűjtött az épületben elnöksége vége után.

## Retorika
Korábbi kampányaihoz képest Trump retorikája folyamosan durvult. Politikai ellenfelei ellen használt erőszakos szóhasználatát történészek és politikai szakértők is populistának, fasisztának,  tekintélyuralminak nevezték, amennyire szélsőséges még egy amerikai elnökjelölt se volt. A republikánus előválasztások megnyerése után egyre szélsőségesebb lett, nem próbált meg a centrista szavazóknak megfelelni.

### Tekintélyuralmi és demokráciaellenes kijelentések
Trump 2024-es kampányát kritizálta a sajtó, amiért egyre gyakrabban erőszakos és demokráciaellenes kijelentéseket tett, egyesek fasisztának is nevezték, illetve kijelentették, hogy 2020-as kampányához képest méginkább szélsőséges volt.
Annak ellenére, hogy ő maga megpróbálta elutasítani a 2020-as választás eredményét, aminek a csúcspontja a január 6-i támadás volt a Capitolium ellen, amelyet gyakran puccsként írtak le, Trump kijelentette, hogy Joe Biden a „demokrácia elpusztítója.” Folytonosan azzal vádolta a demokratákat, bizonyíték nélkül, hogy a 2020-as választást ellopták tőle. Korábban ezek mellett azt nyilatkozta, hogy van joga az alkotmány eltörlésére, hogy magát hirdethesse ki a 2020-as választás győztesének. A Trump elleni tüntetések feltartóztatására már az első hivatali napján az 1807-es Insurrection Actet használnák fel, a résztvevők és politikai ellenfelek letartóztatása céljából.
Egy 2024. májusi interjúban Trump azt nyilatkozta, hogy nem fogja elfogadni a választás eredményét Wisconsinban 2024-ben, és kijelentette, hogy 2020-ban is diadalmaskodott. A választás előtt a republikánusok azzal a céllal, hogy Trump esetleges veresége esetén a választás legitimációját csökkentsék, egyre többször azt a hamis hírt terjesztették, hogy állampolgársággal nem rendelkező bevándorlók is szavaznak. Több republikánus politikus is kijelentette, hogy nem fogják elfogadni a 2024-es választás eredményét, ha szerintük az „nem fair.”
Egy 2023. decemberi kampányeseményen Trump Vlagyimir Putyint idézte saját jogi problémáival kapcsolatban, az amerikai rendszert „rohadónak” nevezve, illetve méltatta Orbán Viktort és Kim Dzsongunt. A 2024-es kampány közben despotikus államfőket többször is jó szóval illetett, nyilvánosan és zárt ajtók mögött is. 2024 júliusában kijelentette, hogy Hszi Csin-ping egy „zseniális” vezér, amiért „vasököllel” uralkodik, illetve Putyinról és Orbánról is azt mondta, hogy „kemények és okosak.”
A kampány közeli kapcsolatban áll a Project 2025-öt összeállító The Heritage Foundation nevű szervezettel, ami Trumpnak utat biztosítana ahhoz, hogy diktátorként uralkodjon az ország felett.

#### Politikai ellenfelek letartóztatása
Trump többször is kijelentette, hogy az Igazságügyi Minisztérium segítségével nyomozást indítana, és letartóztatná politikai ellenfeleit, bírókat, ügyészeket és szemtanúkat, akik részt vettek az ellene folytatott jogi eljárásokban. Trump megígérte, hogy ki fog rúgni minden ügyészt, aki nem hajlandó teljesíteni parancsait. Trump azt is kijelentette, hogy ki fog jelölni egy különleges ügyészt egy Joe Biden elleni nyomozás elindítására, illetve eljárást tervezett indítani a Január 6. Bizottság tagjai ellen. Egyes demokrata és republikánus politikusok ellen eljárást indíttatna hazaárulás vádjával.
Többször is kijelentette, ha megválasztják, felszólítaná az Igazságügyi Minisztériumot, hogy tartóztassa le politikai ellenfeleit, azzal a céllal, hogy azok ne nyerhessenek meg egy választást. Egy 2023. októberi kampányeseményen Trump azt mondta, hogy „Ha nyerek – ami remélem így lesz, mert másképp nem lesz országunk – de, ha nyerek, akkor azt mondhatnám, hogy... ’Ez a demokrata túl jól teljesít. Nem tetszenek a közvélemény-kutatási eredményei. Főügyész, jöjjön és tartóztassa le, kérem. Idézze be! Emeljen ellene vádat! És itt a vége.’” Egy novemberi interjúban azt nyilatkozta, hogy „Ha elnök lennék és valaki túl jól teljesítene, nagy előnye lenne velem szemben, azt mondanám, hogy menjünk és emeljünk ellene vádat. ... Vége lenne a választásuknak.”

#### Diktátor
2023. december 5-én egy interjúban Trump azt nyilatkozta, hogy csak hivatala első napján lenne diktátor, utána nem, és nem volt hajlandó megválaszolni Sean Hannity kérdését azzal kapcsolatban, hogy meg tudja-e ígérni, hogy nem fog visszaélni hatalmával. Trump kampánya szerint ezt csak azért mondta, hogy a baloldalt és a sajtót felidegesítse. Peter Baker (The New York Times) azt írta, hogy szerinte. a Trump kampány nem tett eleget, hogy csökkentse a félelmet, hogy egy második Trump-elnökség tekintélyelvi lenne.
Négy nappal később Trump válaszolt Baker cikkére, azt nyilatkozva, hogy „Ma Baker azt írta a New York Timesban, hogy diktátor akarok lenni. Ezt nem mondtam. Azt mondtam, hogy egy napig akarok diktátor lenni. Tudjátok, miért akarok diktátor lenni? Mert akarok egy falat és fúrni, fúrni, fúrni.”

#### Jövőbeli választások
2024-es kampánya közben Trump megemlítette a lehetőséget, hogy elindulna egy harmadik terminusért. Egy áprilisi interjúban a Time magazinnal megosztotta, hogy nem támogatná a 22. alkotmánymódosítás megváltoztatását, ami két terminusra korlátozza az elnöki hivatalt. Később viszont kijelentette, hogy lehetne egy három terminust szolgáló elnök.
Egy 2024. júliusi, vallási témájú Turning Point Action-gyűlésen Trump arra kérte keresztény szavazóit, hogy „Menjetek és szavazzatok! Csak most az egyszer. Soha többet nem kell majd szavaznotok. Még négy év. Addigra meg lesz oldva! Nem kell majd szavaznotok gyönyörű keresztényeim. Én is keresztény vagyok. Szeretlek titeket. Menjetek és szavazzatok. Négy év múlva nem kell majd újra szavaznotok. Olyan jól meg fogjuk oldani, hogy nem kell majd szavaznotok.” A kijelentést sokan kritizálták demokráciaellenes jellege miatt.

#### Trump kontra Egyesült Államok
A Trump kontra Egyesült Államok ügyben Trump azt vitatta a Legfelsőbb Bíróság előtt, hogy az elnöknek abszolút immunitása van hivatalban elkövetett bűncselekményekkel kapcsolatban. Trump ügyvédje azt vitatta az ügy közben, hogy egy elnök ellen nem lehetne eljárást indítani olyan esetekben se, ha elfogad kenőpénzt, elrendel egy politikai merényletet, elad nukleáris dokumentumokat vagy felszólatja a hadsereget, hogy államcsínyt kövessen el, hogy az elnök hivatalban maradhasson.
Annak ellenére, hogy több bíróság is elutasította ezt a kérvényt és sokan nevetségesnek találták, a konzervatív többségű Legfelsőbb Bíróság úgy döntött, hogy az elnöknek van valamennyi immunitása, és abszolút immunitást adott minden elnöki tevékenységgel kapcsolatban. A döntést történészek többsége kritizálta.

### Hazugságok, hamis kijelentések
2024-es kampánya közben Trump több hamis kijelentést is tett.
Interjúkban és kampányeseményeken kijelentette, hogy több esemény is, ami 2020 óta történt, nem történt volna meg, ha megnyerte volna a választást, mint a 2023-as Izrael–Hamász-háború, a 2022-es orosz invázió Ukrajna ellen és infláció. Szakértők szerint ezek az események Trump elnökségétől függetlenül is megtörténtek volna, Jonathan Schanzer (A Demokráciák Védelmi Alapítványa) és Natan Sachs (Közel-keleti Politikai Központ) is kijelentette, hogy a Trump-kormánynak nem volt olyan politikája, ami megakadályozta volna, hogy a Hamász megtámadja Izraelt. Ezek mellett sokak szerint Trump Oroszországgal kapcsolatos politikája csak nehezebbé tette volna Ukrajna védekezését és valószínűleg gyors orosz győzelemhez vezetett volna, egységes nyugati ellenállás hiányában.
Kampánybeszédei közben Trump többször is kijelentette, hogy az amerikai hadsereg tankjait a Biden-kormány elektromos járművekre cserélné.
2024. februári, „hazugságokkal teli” CPAC-beszédjében Trump több hamis kijelentést is tett a 2020-as választásról és az amerikai határfalról.

### Capitolium elleni támadás
Trump ünnepelte a január 6-i támadást és az eseménnyel kapcsolatban revizionista történeteket népszerűsített. Kampányeseményei közben gyakran megemlítette a történteket, és egyik kulcsfontosságú részévé tette. Azokat a személyeket, akik a történtekkel kapcsolatban vád alá kerültek, „harcosoknak,” „túszoknak” és „patriótáknak” nevezte, és elnöki kegyelmet ígért nekik, ha újraválasztják. A támadás jelentőségét folyamatosan csökkenteni próbálta, egy „gyönyörű napnak” nevezve, ami „tele volt szeretettel,” és kampányeseményei közben lejátszott videókat január 6-ról, a háttérben a Justice for All dallal, amit a támadás következtében elítélt személyek vettek fel. Robert Pape politikai szakértő kijelentette, hogy ezzel csak normalizálja a politikai erőszakot, mint megoldás vereségek után. Trump nem volt hajlandó elutasítani annak lehetőségét, hogy a 2024-es választást is erőszak fog követni.

### Személyes támadások Kamala Harris ellen
Biden visszalépése után Trump sok személyes támadást indított Kamala Harris ellen, amit sokan rasszistának és nőgyűlölőnek neveztek. Egy 2024. július 31-i interjúban Trump megkérdőjelezte Harris származását, kijelentve, hogy csak az elmúlt hónapokban „lett hirtelen afroamerikai.” Az interjú után Trump véleménye továbbra is az volt, hogy Harris soha nem volt korábban fekete és, hogy még most se az. Ez hasonlított olyan összeesküvés-elméleteihez, amiket használt többek között Barack Obama és Nikki Haley ellen. Kijelentette, hogy Harris egy „játékszer” lenne a világ más államfőinek, kinézete miatt, azt mondva, hogy „Nem akarom azt mondani, hogy miért, de szerintem sokan értitek.” A kijelentést szexistának nevezték, bár a Trump-kampány tagadta, hogy származásáról vagy neméről beszélt volna. Trump ezek mellett kijelentette, hogy Harris „buta,” „alacsony az IQ-ja,” és „mentális kapacitása” is hiányos, amit a Politico a Hillary Clinton elleni kampányához hasonlított.

### Fehér felsőbbrendűségi, náci, antiszemita és szélsőjobboldali kijelentések
Trump több kijelentését is náci retorikához, szélsőjobboldali ideológiához, antiszemitizmushoz és fehér felsőbbrendűséghez hasonlítottak.
2023 ősze óta Trump többször is kijelentette, hogy dokumentummal nem rendelkező bevándorlók „megmérgezik az ország vérét,” amit fehér felsőbbrendűségben hívő személyek és Adolf Hitler retorikájához hasonlítottak. Ezen megjegyzései következtében korábbi kijelentései is reflektorfénybe kerültek. Trump beszélt korábban „jó génekről,” illetve megemlítette a „versenyló elméletet” 2020-ban, amivel az emberek „Szociáldarwinizmus szelektív tenyésztését” próbálták indokolni, és kritizálták kapcsolatát a nácikhoz és az eugenikához. Kritizálták ezek mellett 2017-es megszólalásait a Unite the Right felvonulással kapcsolatban, amin leginkább fehér felsőbbrendűségben hívő és antiszemita személyek vesznek részt, mikor azt mondta, hogy a résztvevők „nagyon jó emberek.” 2024 májusában Trump kijelentette, hogy Biden kormánya egy „Gestapo-kormány.” 2023. augusztus 1-én a Trump-kampány a volt elnök elleni jogi eljárásokat az 1930-as évek náci Németországához, a Szovjetunióhoz és más diktatórikus rendszerekhez hasonlították. Ezt kritizálta az Anti-Defamation League, ami kijelentette, hogy a hasonlítások az „1930-as évek náci Németországához egyszerűen hamisak, teljesen helytelenek és egyszerűen sértők.”
2022 novemberében Trumpot – demokraták és republikánusok is – kritizálták, amiért vacsorázott Kanye Westtel és Nick Fuentesszel, aki egy fehér felsőbbrendűségi aktivista és holokauszttagadó. Trump erre azzal válaszolt, hogy West „váratlanul megjelent három barátjával, akikről semmit se tudtam.”
2023. november 11-én egy beszédben és egy közösségi média-posztban is „féregnek” (vermin) nevezte politikai ellenfeleit, azt írva, hogy „gyökerestül” el fogja távolítani a „kommunistákat, marxistákat, fasisztákat és szélsőbaloldali bűnözőket, akik féregként élnek az országunk határain belül, hazudnak, ellopják és csalnak a választásainkon.” Trump szóhasználatát kritizálták és Mussolini, illetve Hitler retorikájához hasonlították.
2024. március 18-án Trumpot kritizálták, amiért azt nyilatkozta, hogy „bármely zsidó ember, aki demokratákra szavaz, utálja vallását” és, hogy „minden utálnak Izraelben, és szégyellniük kéne magukat, mert el fogják pusztítani Izraelt.” Az egyre nagyobb, zsidó csoportok által a kampányra helyezett nyomást követően a hivatalos válasz az volt, hogy „Trumpnak igaza van,” a Demokrata Párt „egy Izrael ellenes, antiszemita, terrorizmuspárti cabal lett.” Amy Spitalnick (Jewish Council for Public Affairs) szerint Trump normalizálni próbálta a veszélyes antiszemitizmust. Trump többször is megismételte, hogy zsidók, akik Bidenre szavaznak, elárulják vallásukat.
Trump egy kampányvideója is használt náci motívumokat, egy „egyesült birodalom” létrehozását írta le Trump második elnöksége során, hipotetikus újságcímlapokkal. A videót törölték egy nappal később. A videóban szereplő grafikát egy török designer készítette 2023-ban. A címlapon szereplő szöveg („Németország ipari ereje sokat nőtt 1871 után, amit egy egyesített birodalom létrehozása okozott.”) egy ideig az angol Wikipédiában szerepelt, mielőtt azt eltávolították volna. A videóban olvasható volt még az is, hogy „15 millió illegális idegent deportáltak ... 1914. július 28. és 1918. november 11. között,” ami pontosan megegyezett az első világháború dátumaival.

## Kampányesemények

### Előválasztás
Az alábbi listán az előválasztási időszak eseményei szerepelnek, 2023 januárjától 2024 májusáig.
| Dátum                | Város                          | Helyszín                                   | Vendégek, beszédek |
| -------------------- | ------------------------------ | ------------------------------------------ | --- |
| 2023. január 28.     | Columbia, Dél-Karolina         | The State House                            | André Bauer, Joe Wilson, Russell Fry, Pamela Evette, Henry McMaster, Lindsey Graham, Will Timmons, Ed McMullen, Peter M. McCoy Jr.                                                                            |
| 2023. március 25.    | Waco, Texas                    | Wacó-i regionális repülőtér                | Dan Patrick, Ken Paxton, Ronny Jackson, Troy Nehls, Wesley Hunt, Michael Burgess, Pete Sessions, John Carter, Randy Weber, Roger Williams, Brian Babin, Pat Fallon, Dawn Buckingham, Sid Miller, Mayra Flores |
| 2023. április 27.    | Manchester, New Hampshire      | DoubleTree Manchester Downtown             | |
| 2023. július 1.      | Pickens, Dél-Karolina          | Main Street                                | Lindsey Graham, Russell Fry, Marjorie Taylor Greene |
| 2023. július 7.      | Council Bluffs, Iowa           | Mid-America Center                         | |
| 2023. július 29.     | Erie, Pennsylvania             | Erie Insurance Arena                       | Sean Parnell, Dan Meuser, Carla Sands, Mike Kelly, Fred Keller |
| 2023. augusztus 8.   | Windham, New Hampshire         | Windhami Középiskola                       | |
| 2023. szeptember 8.  | Rapid City, Dél-Dakota         | The Monument Arena                         | Kristi Noem |
| 2023. szeptember 20. | Dubuque ésMaquoketa, Iowa      | Grand River Eseményközpont                 | |
| 2023. október 23.    | Derry, New Hampshire           | Új-Anglia Sportcenter                      | |
| 2023. október 28.    | Las Vegas, Nevada              | Republikánus zsidó koalíció                | |
| 2023. november 8.    | Hialeah, Florida               | Ted Hendricks Stadion                      | Sarah Huckabee Sanders |
| 2023. november 11.   | Claremont, New Hampshire       | Stevens Középiskola                        | |
| 2023. december 16.   | Durham, New Hampshire          | Whittemore Center, New Hampshire-i Egyetem | |
| 2023. december 17.   | Reno, Nevada                   | Reno-Sparks Convention Center              | |
| 2024. január 14.     | Indianola, Iowa                | Simpson Főiskola                           | Doug Burgum |
| 2024. január 16.     | Atkinson, New Hampshire        | Atkinson Country Club                      | Vivek Ramaswamy |
| 2024. január 17.     | Portsmouth, New Hampshire      | Sheraton Portsmouth Harbor Hotel           | |
| 2024. január 19.     | Concord, New Hampshire         | Capitol Center for the Arts                | Tim Scott, Elise Stefanik, Lee Zeldin |
| 2024. január 20.     | Manchester, New Hampshire      | SNHU Arena                                 | Henry McMaster |
| 2024. január 21.     | Rochester, New Hampshire       | Rochesteri Operaház                        | |
| 2024. január 22.     | Laconia, New Hampshire         | The Margate Resort                         | Doug Burgum, Vivek Ramaswamy, Tim Scott |
| 2024. január 27.     | Las Vegas, Nevada              | Big League Dreams Las Vegas                | |
| 2024. február 10.    | Conway, Dél-Karolina           | HTC Center, Coastal Carolina Egyetem       | Henry McMaster, Pamela Evette, Russell Fry |
| 2024. február 14.    | North Charleston, Dél-Karolina | North Charleston Coliseum                  | Tim Scott |
| 2024. február 17.    | Waterford Township, Michigan   | Elite Jet Center at Contact                | Lisa McClain |
| 2024. február 23.    | Rock Hill, Dél-Karolina        | Winthrop Coliseum                          | Henry McMaster |
| 2024. március 2.     | Greensboro, Észak-Karolina     | Greensboro Coliseum Complex                | |
| 2024. március 2.     | Richmond, Virginia             | Greater Richmond Convention Center         | |
| 2024. március 9.     | Rome, Georgia                  | Forum River Center                         | Marjorie Taylor Greene, David Perdue, Mike Collins, Jim Jordan, Burt Jones, Barry Loudermilk, Doug Collins |
| 2024. március 16.    | Dayton, Ohio                   | Daytoni nemzetközi repülőtér               | Kristi Noem, Jim Jordan, Bernie Moreno, J. D. Vance |
| 2024. április 2.     | Green Bay, Wisconsin           | Hyatt Regency Green Bay                    | Eric Hovde, Glenn Grothman, Mike Lindell, Tom Tiffany, Ron Johnson |
| 2024. április 13.    | Schnecksville, Pennsylvania    | Schnecksville Fire Hall                    | Stacy Garrity, Dan Meuser |
| 2024. május 1.       | Waukesha, Wisconsin            | Waukesha County Expo Center                | Mike Lindell, Paul Farrow |
| 2024. május 1.       | Freeland, Michigan             | Avflight Saginaw                           | Mike Rogers, Tudor Dixon, Aric Nesbitt, Matt Hall |
| 2024. május 11.      | Wildwood, New Jersey           | Wildwood Beach                             | Doug Burgum, Jeff Van Drew, Nicole Malliotakis, Chris Smith, Lawrence Taylor, Ottis Anderson |
| 2024. május 23.      | South Bronx, New York          | Crotona Park                               | Andrew Giuliani, Rubén Díaz Sr., Byron Donalds |

### Választás
| Dátum              | Város                      | Helyszín                           | Vendégek, beszédek |
| ------------------ | -------------------------- | ---------------------------------- | --- |
| 2024. június 6.    | Phoenix, Arizona           | Dream City Church                  | |
| 2024. június 9.    | Las Vegas, Nevada          | Sunset Park                        | Marjorie Taylor Greene                                                                                                   |
| 2024. június 15.   | Detroit, Michigan          | 180 Church                         | Ben Carson, Byron Donalds, John James                                                                                    |
| 2024. június 18.   | Racine, Wisconsin          | Racine Festival Park               | Vivek Ramaswamy, Eric Hovde, Scott Walker, Tommy Thompson, Bryan Steil, Derrick Van Orden                                |
| 2024. június 22.   | Philadelphia, Pennsylvania | Liacouras Center                   | David McCormick, Dan Meuser                                                                                              |
| 2024. június 28.   | Chesapeake, Virginia       | Historic Greenbrier Farms          | Glenn Youngkin, George Allen, Bob McDonnell, Jen Kiggans, Jason Miyares, Hung Cao                                        |
| 2024. július 9.    | Doral, Florida             | Trump National Doral Miami         | |
| 2024. július 13.   | Butler, Pennsylvania       | Butler Farm Show Inc.              | David McCormick, Dan Meuser, Mike Kelly, Sean Parnell                                                                    |
| 2024. július 20.   | Grand Rapids, Michigan     | Van Andel Arena                    | J. D. Vance, Pete Hoekstra, Tim Walberg, Tom Barrett, Jack Bergman, Bill Huizenga, Brian Mast, Mike Rogers               |
| 2024. július 24.   | Charlotte, Észak-Karolina  | Bojangles Coliseum                 | Mark Harris, Brandon Judd, Tim Moore, Richard Hudson, Dan Bishop, Michael Whatley                                        |
| 2024. július 27.   | St. Cloud, Minnesota       | Herb Brooks National Hockey Center | J. D. Vance, Mike Lindell, Tom Emmer, Lisa Demuth, Donna Bergstrom, Bernie Perryman                                      |
| 2024. július 31.   | Harrisburg, Pennsylvania   | New Holland Arena                  | David McCormick, Dan Meuser, Lloyd Smucker, Glenn Thompson, Scott Perry, Alina Habba                                     |
| 2024. augusztus 3. | Atlanta, Georgia           | Georgia State Convocation Center   | J. D. Vance, Jentezen Franklin, Tyler Harper, David Perdue, Brian Jack, Mike Collins, Marjorie Taylor Greene, Burt Jones |
| 2024. augusztus 9. | Bozeman, Montana           | Brick Breeden Fieldhouse           | |
| Ismeretlen         | Butler, Pennsylvania       | Ismeretlen                         | |